# Prosimulium liaoningense
Prosimulium liaoningense är en tvåvingeart som beskrevs av Sun och Xue 1994. Prosimulium liaoningense ingår i släktet Prosimulium och familjen knott.
Artens utbredningsområde är Liaoning (Kina). Inga underarter finns listade i Catalogue of Life.